# Picotux
Picotux es el computador que funciona con el sistema operativo GNU/Linux más pequeño del mundo. Hay diversas clases de Picotux disponibles, pero el principal es el Picotux 100. Mide 35mm x19mm x19mm y es apenas más grande que un conector RJ45. Viene equipado con 2 interfaces de comunicaciones 10/100 Mbit half/full duplex Ethernet y un puerto serial que funciona hasta 230.400 baudios. Permite usar 5 líneas adicionales para entrada/salida general.
El Picotux 100 está provisto de un procesador ARM Netsilicon NS7520 a 55mhz 32-bit con 2mb de memoria flash y 8mb de memoria SDRAM. El sistema operativo de Picotux es uClinux 2.4.27 Big Endian. Usa BusyBox 1.0 como shell principal.